# Sigmund Ignaz von Wolkenstein-Trostburg

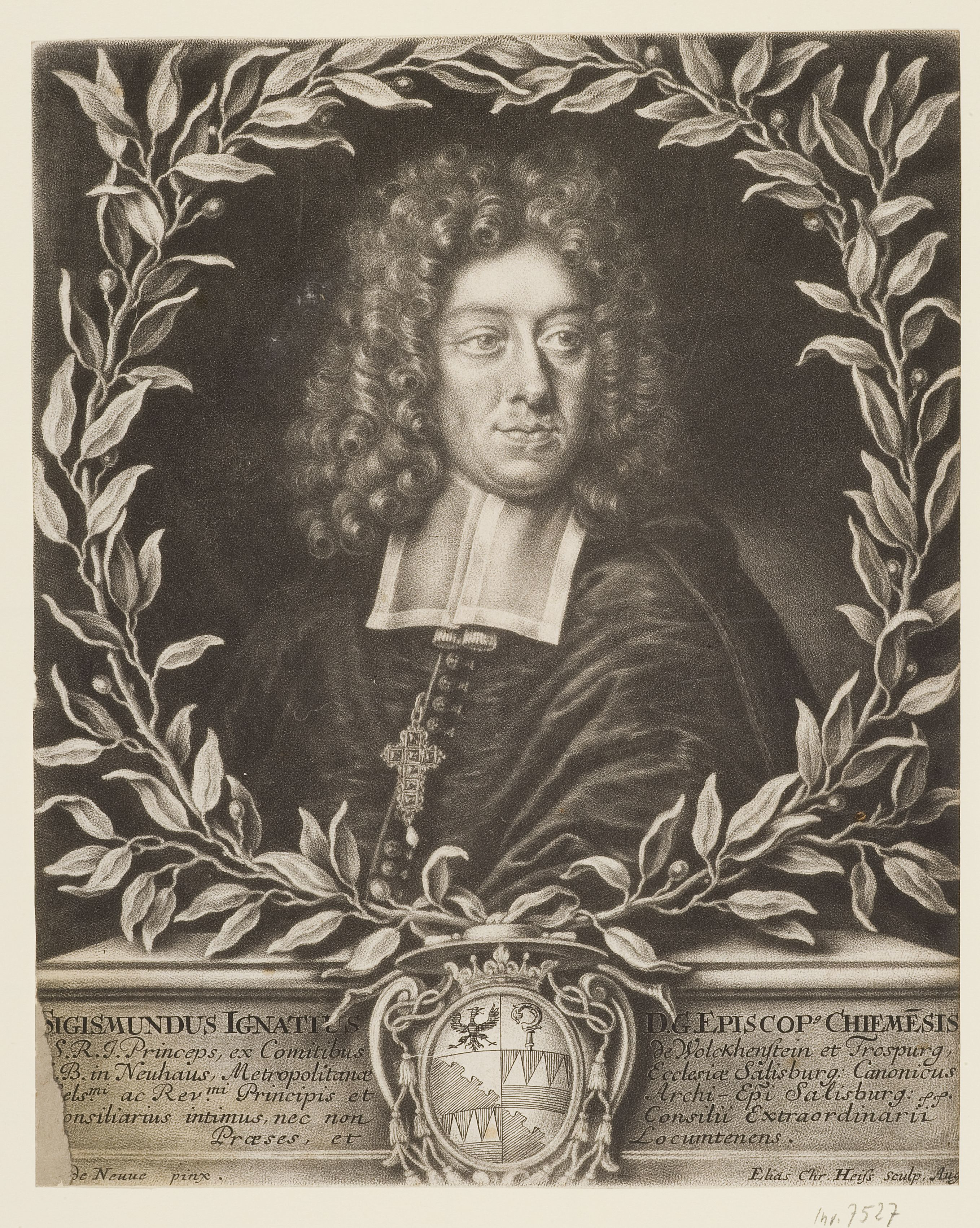
Sigmund Ignaz von Wolkenstein-Trostburg

Sigmund Ignaz von Wolkenstein-Trostburg (auch Sigmund Ignaz Reichsgraf von Wolkenstein-Trostburg; * 1644; † 22. Dezember 1696 in Innsbruck) war 1687–1696 Fürstbischof von Chiemsee.

## Leben
Sigmund Ignaz entstammte dem Tiroler Adelsgeschlecht Wolkenstein-Trostburg. Seine Eltern waren Berthold von Wolkenstein-Trostburg und Johanna Sabina, geborene Freifrau von Freiberg. Seit 1664 besaß Sigmund Ignaz ein Kanonikat in Salzburg, wo er 1670 Mitglied im Hofrat wurde, in dem er, nachdem er 1685 zum Priester geweiht worden war, 1686 zum Präsidenten und zugleich zum Statthalter des Erzbischofs Max Gandolf von Kuenburg aufstieg. Zudem bekleidete er das Amt eines erzbischöflichen Geheimen Rats.
Nach dem Tod des Chiemseer Bischofs Johann Franz von Preysing nominierte Erzbischof Johann Ernst von Thun am 1. Oktober 1687 Sigmund Ignaz von Wolkenstein-Trostburg zu dessen Nachfolger. Da wegen der Beibehaltung des Salzburger Kanonikats eine päpstliche Zustimmung eingeholt werden musste, erfolgte die Bestätigung erst am 4. März 1688. Die Bischofsweihe durch Erzbischof Thun fand am 24. April d. J. im Salzburger Dom, die Amtseinführung auf Herrenchiemsee erst am 28. August 1689 statt.
Während seiner Amtszeit gelangte das Schloss Anif bei Salzburg als Lehen an die Bischöfe von Chiemsee und das Gut Voregger Au in Oberalm in den Besitz des Bistums Chiemsee. 1695/96 ließ er seine Salzburger Residenz, den Chiemseehof, umbauen. Nach seinem Tod am 22. Dezember 1696 in Innsbruck wurde er im Salzburger Dom bestattet.